# Beatriz Isabel Rosselló
Beatriz Isabel Rosselló (nacida Areizaga García; San Juan, Puerto Rico; 4 de enero de 1985) es una corredora de bienes raíces y esposa del  renunciante gobernador de Puerto Rico, Ricardo Rosselló. Beatriz Rosselló fue la 14.º primera dama de Puerto Rico desde el 2 de enero de 2017 hasta el 2 de agosto de 2019.

## Biografía
Beatriz estudió en la escuela Julián Blanco que se especializa en el Ballet. Beatriz, completó su bachillerato en psicología en la Universidad Interamericana de Puerto Rico, donde se graduó con Magna Cum Laude. Fue  elegida como presidenta para el Consejo de Estudiantes. Fue la presidenta del capítulo de Puerto Rico Statehood Students Association en la Universidad Interamericana de Puerto Rico desde 2008 hasta 2009.

## Vida personal
El 14 de octubre de 2012, Beatriz Isabel Rosselló se casó con el  renunciante gobernador de Puerto Rico, Ricardo Rosselló en una ceremonia celebrada en Nueva Orleans, Luisiana. Tienen dos hijos, Claudia Beatriz y Pedro Javier Rosselló.

## Controversias
En medio del escándalo de corrupción que causó la renuncia de su esposo, salió a relucir que la primera dama había mandado a detener las ayudas a los afectados por el Huracán María por motivos políticos.
Luego de haber sido expulsada de La Fortaleza junto a su esposo, ordenó pintar de blanco el Pórtico de la Igualdad, un símbolo de la comunidad LGBTT en Puerto Rico, en lo que fue descrito como "un último acto de homofobia, de odio y de desquite en contra de una de las comunidades más afectadas por el infame chat de su esposo Ricardo (Rosselló Nevares) y sus secuaces en La Fortaleza".

## Carrera
Participó en  Miss World Puerto Rico 2007, representando el pueblo de Humacao, Puerto Rico, obteniendo el quinto lugar.

## Rol como primera dama de Puerto Rico
Beatriz ha estado envuelta en causas como “Fortaleza Para Ti”, Back To School, Women’s Council y Spayathon for Puerto Rico. Ha recibido la distinción "Referente de la humanidad" en el marco de la Cumbre internacional de Jóvenes Líderes que se desarrolló en la ciudad de Buenos Aires, Argentina en 2018.